# Liste des pièces commémoratives de 2 euros de 2014
Carte
- deux pièces commémoratives de 2 € émises
- une pièce commémorative de 2 € émise
- pas de pièce commémorative de 2 € émise
- ne fait pas partie de la zone euro

Chronologie
2013 2015
Pour un article plus général, voir Pièce commémorative de 2 euros.
Une pièce commémorative de 2 euros est une pièce de 2 euros frappée par un État membre de la zone euro ou par un des micro-États autorisés à frapper des pièces de monnaie libellées en euro, destinée à commémorer un événement historique ou célébrer un événement actuel important. 
Cet article répertorie les 27 pièces commémoratives émises en 2014.
L'Andorre et la Lettonie émettent leur première pièce commémorative de 2 € en cette année 2014.

## Pièces émises
| Allemagne                | Présidence de la Basse-Saxe au Bundesrat |                       |
|                          | Cette pièce est la neuvième de la première série de 16 pièces de 2 € commémoratives sur les Länder allemands. La représentation de l'église Saint-Michel à Hildesheim. En haut, à gauche, le millésime 2014. En bas, la légende NIEDERSACHSEN (Basse-Saxe) et l'initiale du pays émetteur D (pour Deutschland). L'anneau externe de la pièce comporte les douze étoiles du drapeau européen. |                       |
| Graveur : Erich Ott      | \| Gravure sur la tranche : \| Date : \| Tirage : \| \| \| 7 février 2014 \| 30 millions de pièces[3] \| |                       |
| Gravure sur la tranche : | Date : | Tirage :              |
|                          | 7 février 2014 | 30 millions de pièces |

| Andorre                  | 20e anniversaire de l'entrée de la principauté au Conseil de l'Europe |                |
|                          | Cette pièce est la première pièce commémorative de 2 € émise par l'Andorre. Le chiffre 20 dont le 0 est formé d'un cercle dans lequel on trouve les 12 étoiles du drapeau du Conseil de l'Europe et en dessous duquel on trouve une ligne oblique. Sous le 2 est indiqué le millésime 2014. À gauche, les armoiries de l'Andorre. Le tout sous la légende ANDORRA AL CONSELL D'EUROPA (L'Andorre au Conseil de l'Europe). L'anneau externe de la pièce comporte les douze étoiles du drapeau européen. |                |
| Graveur : Orietta Rossi  | \| Gravure sur la tranche : \| Date : \| Tirage : \| \| \| Février 2016[N 1] \| 100 000 pièces \| |                |
| Gravure sur la tranche : | Date : | Tirage :       |
|                          | Février 2016 | 100 000 pièces |

| Belgique                 | 100e anniversaire du début de la Première Guerre mondiale |                        |
|                          | Le logo officiel des commémorations du centenaire de la Première Guerre mondiale en Belgique, composé des dates 2014-18 dont la texture du 20 est différente du reste, surmontées d'un coquelicot stylisé et surmontant le texte anglais The Great War Centenary (Le centenaire de la Grande Guerre). La mention trilingue du pays émetteur est indiquée en haut à gauche BELGIE-BELGIQUE-BELGIEN. L'anneau externe de la pièce comporte les douze étoiles du drapeau européen. |                        |
| Graveur : Luc Luycx      | \| Gravure sur la tranche : \| Date : \| Tirage : \| \| \| Avril 2014 \| 1,75 million de pièces \| |                        |
| Gravure sur la tranche : | Date : | Tirage :               |
|                          | Avril 2014 | 1,75 million de pièces |

| Belgique                 | 150e anniversaire de la Croix-Rouge de Belgique |                |
|                          | Une croix dans laquelle on peut lire, sur l'axe horizontal CROIX ROUGE, sur l'axe vertical, RODE KRUIS (Croix-Rouge) et au centre 150. En bas à gauche, le nom du pays émetteur en abrégé BE. En bas à droite, le millésime 2014. L'anneau externe de la pièce comporte les douze étoiles du drapeau européen. |                |
| Graveur : Luc Luycx      | \| Gravure sur la tranche : \| Date : \| Tirage : \| \| \| Septembre 2014 \| 265 000 pièces \| |                |
| Gravure sur la tranche : | Date : | Tirage :       |
|                          | Septembre 2014 | 265 000 pièces |

| Espagne                         | Œuvre d'Antoni Gaudí, inscrite au patrimoine mondial de l'UNESCO depuis 1984 |                      |
|                                 | Cette pièce est la cinquième d'une série de pièces commémoratives sur les sites espagnols inscrits au patrimoine mondial de l'UNESCO. La représentation du dragon (ou salamandre) et du toit de la conciergerie du Park Güell, à Barcelone, réalisé par Antoni Gaudí. À gauche, le nom du pays émetteur ESPAÑA et le millésime 2014. À droite, la légende PARK GÜELL - GAUDÍ. L'anneau externe de la pièce comporte les douze étoiles du drapeau européen. |                      |
| Graveur : Alfonso Morales Múñoz | \| Gravure sur la tranche : \| Date : \| Tirage : \| \| \| Mars 2014 \| 8 millions de pièces \| |                      |
| Gravure sur la tranche :        | Date : | Tirage :             |
|                                 | Mars 2014 | 8 millions de pièces |

| Espagne                         | Abdication du roi Juan Carlos Ier et accession au trône du roi Felipe VI |                       |
|                                 | Le double portrait de Juan Carlos Ier et de Felipe VI (à l'avant-plan) tournés vers la gauche au-dessus du nom du pays émetteur et du millésime ESPAÑA - 2014. L'anneau externe de la pièce comporte les douze étoiles du drapeau européen. |                       |
| Graveur : Alfonso Morales Múñoz | \| Gravure sur la tranche : \| Date : \| Tirage : \| \| \| Octobre / novembre 2014 \| 12 millions de pièces \| |                       |
| Gravure sur la tranche :        | Date : | Tirage :              |
|                                 | Octobre / novembre 2014 | 12 millions de pièces |

| Finlande                 | 100e anniversaire de la naissance de la femme de lettres, illustratrice et peintre finlandaise Tove Jansson, le 9 août 1914 à Helsinki |                       |
|                          | L'autoportrait de Tove Jansson, son nom sous forme manuscrite Tove Jansson en deux lignes et ses années de naissance et de mort 1914-2001. Le millésime 2014 est placé à droite à la verticale. L'anneau externe de la pièce comporte les douze étoiles du drapeau européen. |                       |
| Graveur : Jari Lepisto   | \| Gravure sur la tranche : \| Date : \| Tirage : \| \| \| 16 juin 2014 \| 1,5 million de pièces[10] \| |                       |
| Gravure sur la tranche : | Date : | Tirage :              |
|                          | 16 juin 2014 | 1,5 million de pièces |

| Finlande                 | 100e anniversaire de la naissance du designer finlandais Ilmari Tapiovaara |                     |
|                          | Gros plan sur une garniture d'un meuble composé d'un barreau de bois en oblique, accompagné, à gauche, d'un cercle composé du nom de l'artiste ILMARI TAPIOVAARA et de ses années de naissance et de mort 1914-1999. À droite, le millésime 2014 et le code du pays FI. L'anneau externe de la pièce comporte les douze étoiles du drapeau européen. |                     |
| Graveur : Harri Koskinen | \| Gravure sur la tranche : \| Date : \| Tirage : \| \| \| 10 novembre 2014 \| 1 million de pièces[10] \| |                     |
| Gravure sur la tranche : | Date : | Tirage :            |
|                          | 10 novembre 2014 | 1 million de pièces |

| France                   | 70e anniversaire du Débarquement de Normandie |                      |
|                          | Dans la partie supérieure, le mot D DAY dont le graphisme fait penser tant à une barge du Débarquement qu'au canon d'un char, au-dessus duquel, on trouve les dates 1944-2014. Sous le D, les initiales du pays émetteur RF (pour République française). La légende 70e ANNIVERSAIRE DU DÉBARQUEMENT traverse la pièce horizontalement. Sous la légende, des empreintes de bottes des armées américaine et britannique qui sont effacées par une vague. La phrase extraite de Chanson d'automne de Paul Verlaine, Les sanglots longs des violons de l'automne blessent mon cœur d'une langueur monotone est indiquée dans la vague. L'anneau externe de la pièce comporte les douze étoiles du drapeau européen. |                      |
| Graveur : Yves Sampo     | \| Gravure sur la tranche : \| Date : \| Tirage : \| \| \| 6 juin 2014 \| 3 millions de pièces \| |                      |
| Gravure sur la tranche : | Date : | Tirage :             |
|                          | 6 juin 2014 | 3 millions de pièces |

| France                                              | Journée mondiale contre le SIDA |                      |
|                                                     | Le ruban rouge symbolisant la lutte contre le SIDA (colorisé sur les pièces en qualité brillant universel et belle épreuve) entouré de deux autres rubans placés à l'envers et formant chacun un V pour victoire (sur la maladie). Sur le ruban de gauche, les mots JOURNÉE MONDIALE. Sur le ruban de droite, les mots CONTRE LE SIDA. En haut, la date de la Journée mondiale contre le SIDA, 1er DÉCEMBRE. En bas, les initiales du pays émetteur RF (pour République française) et le millésime 2014. L'anneau externe de la pièce comporte les douze étoiles du drapeau européen. |                      |
| Graveur : Atelier de Gravure de la Monnaie de Paris | \| Gravure sur la tranche : \| Date : \| Tirage : \| \| \| 24 novembre 2014 \| 3 millions de pièces \| |                      |
| Gravure sur la tranche :                            | Date : | Tirage :             |
|                                                     | 24 novembre 2014 | 3 millions de pièces |

| Grèce                            | 400e anniversaire de la mort du peintre, sculpteur et architecte grec Domínikos Theotokópoulos, dit El Greco |                |
|                                  | Portrait de saint Paul d'après El Greco et autoportrait présumé d'El Greco. En dessous, son nom ΔΟΜΗΝΙΚΟΣ ΘΕΟΤΟΚΟΠΟΥΛΟΣ et ses années de naissance et de mort 1541-1614. En haut, à gauche, le nom du pays émetteur ΕΛΛΗΝΙΚΗ ΔΗΜΟΚΡΑΤΙΑ, le millésime et la signature d'El Greco. L'anneau externe de la pièce comporte les douze étoiles du drapeau européen. |                |
| Graveur : Geórgios Stamatópoulos | \| Gravure sur la tranche : \| Date : \| Tirage : \| \| \| 24 septembre 2014 \| 750 000 pièces[15] \| |                |
| Gravure sur la tranche :         | Date : | Tirage :       |
|                                  | 24 septembre 2014 | 750 000 pièces |

| Grèce                     | 150e anniversaire de l'union des îles Ioniennes avec la Grèce |                |
|                           | Une étoile à sept branches symbolisant la région des sept îles, l'Heptanèse, entourée de sept éléments, symboles de chaque île (depuis le haut, dans le sens des aiguilles d'une montre) : une trière pour Corfou ; un trépied, symbole sacré d'Apollon, pour Zante ; la tête d'Ulysse pour Ithaque ; le trident de Poséidon pour Paxos ; Vénus pour Cythère ; la lyre d'or d'Apollon pour Leucade et Céphale pour Céphalonie. Dans l'étoile figure la légende 150 ΧΡΟΝΙΑ ΑΠΟ ΤΗΝ ΕΝΩΣΗ ΤΩΝ ΕΠΤΑΝΗΣΩΝ ΜΕ ΤΗΝ ΕΛΛΑΔΑ (150 ans de l'union de l'Heptanèse avec la Grèce), les dates 1864-2014 et la mention du pays émetteur ΕΛΛΗΝΙΚΗ ΔΗΜΟΚΡΑΤΙΑ. Le tout est entouré par une frise hellénique. L'anneau externe de la pièce comporte les douze étoiles du drapeau européen. |                |
| Graveur : Maria Andonatou | \| Gravure sur la tranche : \| Date : \| Tirage : \| \| \| 24 septembre 2014 \| 750 000 pièces[17] \| |                |
| Gravure sur la tranche :  | Date : | Tirage :       |
|                           | 24 septembre 2014 | 750 000 pièces |

| Italie                      | 200e anniversaire des Carabinieri |                        |
|                             | Deux carabinieri marchant tête baissée vers la gauche, d'après la sculpture d'Antonio Berti, Pattuglia di Carabinieri nella tormenta de 1973. En bas, la légende CARABINIERI. De chaque côté du dessin, les années 1814 et 2014. Au-dessus du millésime, les initiales du pays émetteur RI (pour Repubblica Italiana). L'anneau externe de la pièce comporte les douze étoiles du drapeau européen. |                        |
| Graveur : Luciana De Simoni | \| Gravure sur la tranche : \| Date : \| Tirage : \| \| \| 27 juin 2014 \| 6,5 millions de pièces \| |                        |
| Gravure sur la tranche :    | Date : | Tirage :               |
|                             | 27 juin 2014 | 6,5 millions de pièces |

| Italie                   | 450e anniversaire de la naissance du savant italien Galilée, le 15 février 1564 à Pise |                        |
|                          | L'effigie de Galilée, d'après Justus Sustermans, accompagné, à droite, d'une de ses inventions, la lunette astronomique. En haut, son nom GALILEO GALILEI. En bas, les années 1564 et 2014, séparée par une étoile à 5 branches. À gauche, les initiales du pays émetteur RI (pour Repubblica Italiana). L'anneau externe de la pièce comporte les douze étoiles du drapeau européen. |                        |
| Graveur : Claudia Momoni | \| Gravure sur la tranche : \| Date : \| Tirage : \| \| \| 18 novembre 2014 \| 6,5 millions de pièces \| |                        |
| Gravure sur la tranche : | Date : | Tirage :               |
|                          | 18 novembre 2014 | 6,5 millions de pièces |

| Lettonie                  | Riga, Capitale européenne de la culture |                     |
|                           | Cette pièce est la première pièce commémorative de 2 € émise par la Lettonie. Vue de la ville de Riga et de son centre historique sous la légende EIROPAS KULTŪRAS GALVASPILSĒTA (Capitale européenne de la Culture) et au-dessus du nom de la ville RĪGA, du millésime 2014 et le code ISO du pays émetteur LV. L'anneau externe de la pièce comporte les douze étoiles du drapeau européen. |                     |
| Graveur : Henrihs Vorkals | \| Gravure sur la tranche : \| Date : \| Tirage : \| \| \| Septembre 2014 \| 1 million de pièces \| |                     |
| Gravure sur la tranche :  | Date : | Tirage :            |
|                           | Septembre 2014 | 1 million de pièces |

| Luxembourg               | 175e anniversaire de l'indépendance |                |
|                          | L'effigie du Grand-Duc Henri, tournée vers la droite. À gauche, en vertical, l'année 1839, le millésime 2014 et le nom du pays émetteur LËTZBUERG. Au bas, la légende ONOFHÄNGEGKEET (indépendance) et 175 Joër (175 ans). L'anneau externe de la pièce comporte les douze étoiles du drapeau européen. |                |
| Graveur :                | \| Gravure sur la tranche : \| Date : \| Tirage : \| \| \| 6 février 2014 \| 500 000 pièces[25] \| |                |
| Gravure sur la tranche : | Date : | Tirage :       |
|                          | 6 février 2014 | 500 000 pièces |

| Luxembourg               | 50e anniversaire de l'accession au trône du Grand-Duc Jean |                |
|                          | Les effigies des Grands-Ducs Jean et Henri tournées vers la gauche et surmontées d'une couronne. Sous chaque effigie, leurs noms : Jean et Henri, et le millésime 2014. Au-dessus de l'effigie du Grand-Duc Jean : l'année de son accession au trône : 1964. Le tout est entouré de la légende 50e ANNIVERSAIRE DE L'ACCESSION AU TRÔNE DU GRAND-DUC JEAN. L'anneau externe de la pièce comporte les douze étoiles du drapeau européen. |                |
| Graveur : Alain Hoffmann | \| Gravure sur la tranche : \| Date : \| Tirage : \| \| \| 23 octobre 2014 \| 500 000 pièces[25] \| |                |
| Gravure sur la tranche : | Date : | Tirage :       |
|                          | 23 octobre 2014 | 500 000 pièces |

| Malte                      | 200e anniversaire des forces de police maltaises |                |
|                            | Le badge des forces de police maltaises entouré de la légende 200 YEARS•MALTA POLICE FORCE et des années 1814-2014. L'anneau externe de la pièce comporte les douze étoiles du drapeau européen. |                |
| Graveur : Noel Galea Bason | \| Gravure sur la tranche : \| Date : \| Tirage : \| \| \| Juillet 2014 \| 300 000 pièces \| |                |
| Gravure sur la tranche :   | Date : | Tirage :       |
|                            | Juillet 2014 | 300 000 pièces |

| Malte                    | 50e anniversaire de l'indépendance de Malte |                |
|                          | Cette pièce est la quatrième d'une série de 5 pièces commémorant l'histoire institutionnelle de Malte. Détail d'une statue de Gianni Bonnici commémorant l'indépendance datant de 1989 et représentant une femme, allégorie de Malte, agitant un drapeau maltais. En haut à droite, la mention du pays émetteur MALTA et la légende Independence 1964. En bas, le millésime 2014. L'anneau externe de la pièce comporte les douze étoiles du drapeau européen. |                |
| Graveur : Ganni Bonnici  | \| Gravure sur la tranche : \| Date : \| Tirage : \| \| \| Octobre 2014 \| 400 000 pièces \| |                |
| Gravure sur la tranche : | Date : | Tirage :       |
|                          | Octobre 2014 | 400 000 pièces |

| Pays-Bas                 | Accession au trône du roi Willem-Alexander |                          |
|                          | Le double portrait du roi Willem-Alexander et de sa mère, la princesse Beatrix. Le tout est entouré par la légende WILLEM-ALEXANDER KONING DER NEDERLANDEN (Willem-Alexander roi des Pays-Bas), BEATRIX PRINCES DER NEDERLANDEN (Beatrix princesse des Pays-Bas) et le millésime 2014 (en bas, au centre). L'anneau extérieur de la pièce comporte les douze étoiles du drapeau européen. |                          |
| Graveur :                | \| Gravure sur la tranche : \| Date : \| Tirage : \| \| \| 29 avril 2014 \| 5,291 millions de pièces \| |                          |
| Gravure sur la tranche : | Date : | Tirage :                 |
|                          | 29 avril 2014 | 5,291 millions de pièces |

| Portugal                 | 40e anniversaire de la révolution des Œillets du 25 avril 1974 |                |
|                          | Sur un œillet stylisé, la date du 25 DE ABRIL (25 avril), sous l'écusson du Portugal et au-dessus de la légende 40 ANOS (40 ans), en 2 lignes. En haut de la pièce, la mention du pays émetteur PORTUGAL. En bas, au centre, le millésime 2014 . L'anneau externe de la pièce comporte les douze étoiles du drapeau européen. |                |
| Graveur : José Texeira   | \| Gravure sur la tranche : \| Date : \| Tirage : \| \| \| 23 avril 2014 \| 500 000 pièces \| |                |
| Gravure sur la tranche : | Date : | Tirage :       |
|                          | 23 avril 2014 | 500 000 pièces |

| Portugal                 | Année internationale de l'agriculture familiale |                |
|                          | La représentation d'un champ avec différents outils et produits agricoles (un poulet, des citrouilles, un panier de pommes de terre et d'autres légumes et fleurs). À gauche, la légende AGRICULTURA FAMILIAR (agriculture familiale). À droite, la mention du pays émetteur PORTUGAL et le millésime 2014. L'anneau externe de la pièce comporte les douze étoiles du drapeau européen. |                |
| Graveur : Hélder Batista | \| Gravure sur la tranche : \| Date : \| Tirage : \| \| \| 31 octobre 2014 \| 500 000 pièces \| |                |
| Gravure sur la tranche : | Date : | Tirage :       |
|                          | 31 octobre 2014 | 500 000 pièces |

| Saint-Marin                      | 500e anniversaire de la mort de l'architecte et peintre italien Donato di Angelo di Pascuccio, dit Bramante |                |
|                                  | L'effigie de Bramante à la droite du Tempietto de l'Église San Pietro in Montorio, à Rome, dépassant quelque peu les contours d'un rectangle, entouré des années 1514 et 2014. La légende BRAMANTE LAZZARI DELLE PENNE DI SAN MARINO (Bramante Lazzari des plumes de Saint-Marin) entoure le dessin. L'anneau externe de la pièce comporte les douze étoiles du drapeau européen. |                |
| Graveur : Maria Carmela Colaneri | \| Gravure sur la tranche : \| Date : \| Tirage : \| \| \| Mai 2014 \| 114 000 pièces \| |                |
| Gravure sur la tranche :         | Date : | Tirage :       |
|                                  | Mai 2014 | 114 000 pièces |

| Saint-Marin               | 90e anniversaire de la mort du compositeur italien Giacomo Puccini |                |
|                           | L'effigie de Giacomo Puccini entouré, à gauche, de son nom G. PUCCINI et, à droite, du nom du pays émetteur SAN MARINO. Le millésime 2014 est placé en bas à gauche. L'anneau externe de la pièce comporte les douze étoiles du drapeau européen. |                |
| Graveur : Uliana Pernazza | \| Gravure sur la tranche : \| Date : \| Tirage : \| \| \| Septembre 2014 \| 100 000 pièces \| |                |
| Gravure sur la tranche :  | Date : | Tirage :       |
|                           | Septembre 2014 | 100 000 pièces |

| Slovaquie                  | 10e anniversaire de l'entrée de la Slovaquie dans l'Union européenne |                     |
|                            | Les lettres EÚ (pour Európska únia, Union européenne ou UE) stylisées avec l'écusson slovaque apposé sur le Ú. À droite, les dates, en trois lignes, 1.5.2004 2014. Tout autour la légende 10.VÝROČIE VSTUPU DO EURÓPSKEJ ÚNIE et la mention du pays émetteur SLOVENSKO. L'anneau externe de la pièce comporte les douze étoiles du drapeau européen. |                     |
| Graveur : Mária Poldaufová | \| Gravure sur la tranche : \| Date : \| Tirage : \| \| \| 1er avril 2014 \| 1 million de pièces[35] \| |                     |
| Gravure sur la tranche :   | Date : | Tirage :            |
|                            | 1er avril 2014 | 1 million de pièces |

| Slovénie                                                | 600e anniversaire du couronnement de l'Impératrice du Saint-Empire romain germanique Barbe de Cilley |                     |
|                                                         | La représentation stylisée de Barbe de Cilley et de son sceptre composée par des lignes obliques, entourée par trois grandes étoiles. À gauche, en oblique le nom du pays émetteur SLOVENIJA. À droite, en oblique, le nom BARBARA CELJSKA et les années 1414 - 2014. L'anneau externe de la pièce comporte les douze étoiles du drapeau européen. |                     |
| Graveur : Primož Fijavž Boštjan Botas Kenda Peter Rauch | \| Gravure sur la tranche : \| Date : \| Tirage : \| \| \| 6 octobre 2014 \| 1 million de pièces \| |                     |
| Gravure sur la tranche :                                | Date : | Tirage :            |
|                                                         | 6 octobre 2014 | 1 million de pièces |

| Vatican                     | 25e anniversaire de la chute du Mur de Berlin |                |
|                             | Un mur de briques dont certaines briques manquent laissant voir un rameau d'olivier et des fils de fer barbelés. Plus loin, on voit la porte de Brandebourg, à Berlin. Sur le mur, la légende XXV ANNIVERSARIO DEL CROLLO DEL MURO DE BERLINO (25e anniversaire de la chute du Mur de Berlin) et les années 1989 et 2014. En haut la mention du pays émetteur CITTÀ DEL VATICANO. L'anneau externe de la pièce comporte les douze étoiles du drapeau européen. |                |
| Graveur : Gabriella Titotto | \| Gravure sur la tranche : \| Date : \| Tirage : \| \| \| 14 octobre 2014 \| 103 000 pièces \| |                |
| Gravure sur la tranche :    | Date : | Tirage :       |
|                             | 14 octobre 2014 | 103 000 pièces |